# Cherăști
Cherăști – wieś w Rumunii, w okręgu Vâlcea, w gminie Roșiile. W 2011 roku liczyła 271 mieszkańców.